# 42 Возничего
42 Возничего (лат. 42 Aurigae, HD 43244) — одиночная звезда в созвездии Возничего на расстоянии приблизительно 250 световых лет (около 77 парсеков) от Солнца. Видимая звёздная величина звезды — +6,525m. Возраст звезды оценивается как около 1,042 млрд лет.

## Характеристики
42 Возничего — белая звезда спектрального класса F0V или A6Vp. Масса — около 1,7 солнечной, радиус — около 2,07 солнечных, светимость — около 11,318 солнечных. Эффективная температура — около 7363 К.